# Hasanlar-Talsperre
Die Hasanlar-Talsperre (türkisch Hasanlar Barajı) ist eine Talsperre am Fluss Küçük Melen Çayı in der Provinz Düzce im Norden der Türkei.
Die Hasanlar-Talsperre befindet sich im Westpontischen Gebirge 12 km nordöstlich der Provinzhauptstadt Düzce. 
Sie wurde in den Jahren 1965–1972 mit dem Zweck der Bewässerung einer Fläche von 13.000 ha, der Energieerzeugung und des Hochwasserschutzes errichtet.
Das Absperrbauwerk ist ein 70,8 m (über der Talsohle) hoher Steinschüttdamm mit Lehmkern. Das Dammvolumen beträgt 1.651.000 m³.
Der Stausee bedeckt bei Normalstau eine Fläche von 4,25 km². Der Speicherraum beträgt 53 Mio. m³. 
Das zugehörige Wasserkraftwerk besitzt eine installierte Leistung von 9,4 MW. Das Regelarbeitsvermögen beträgt 40 GWh im Jahr.